# Loimia verrucosa
Loimia verrucosa är en ringmaskart som beskrevs av Maurice Caullery 1944. Loimia verrucosa ingår i släktet Loimia och familjen Terebellidae. Inga underarter finns listade i Catalogue of Life.

## Bildgalleri

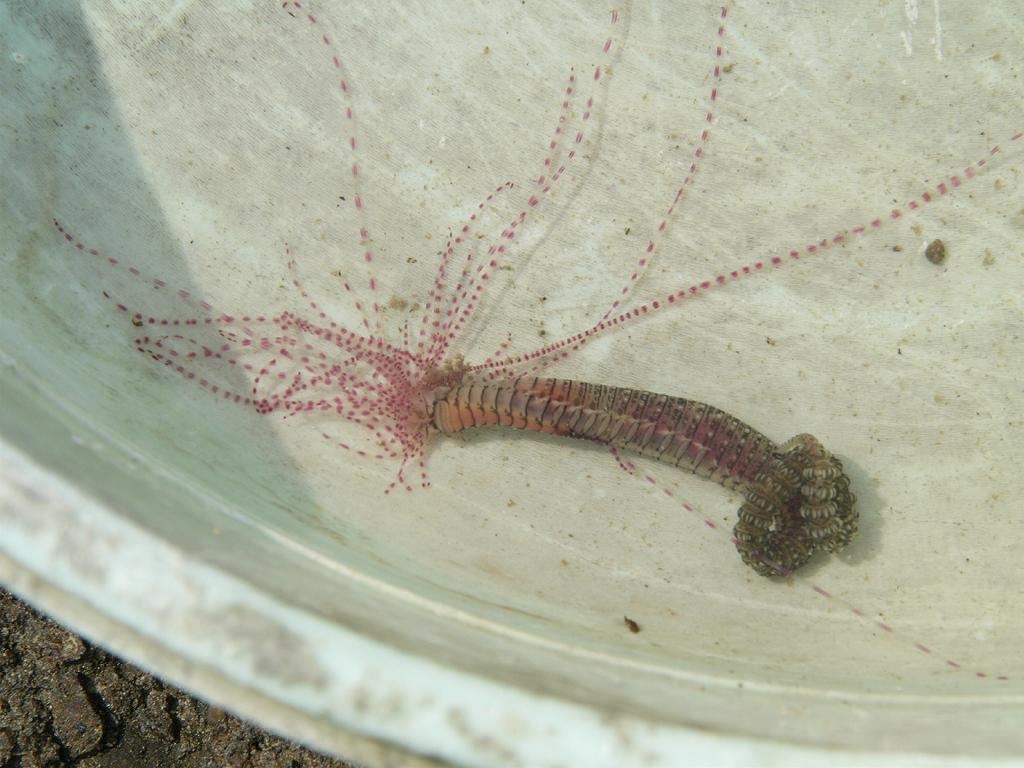
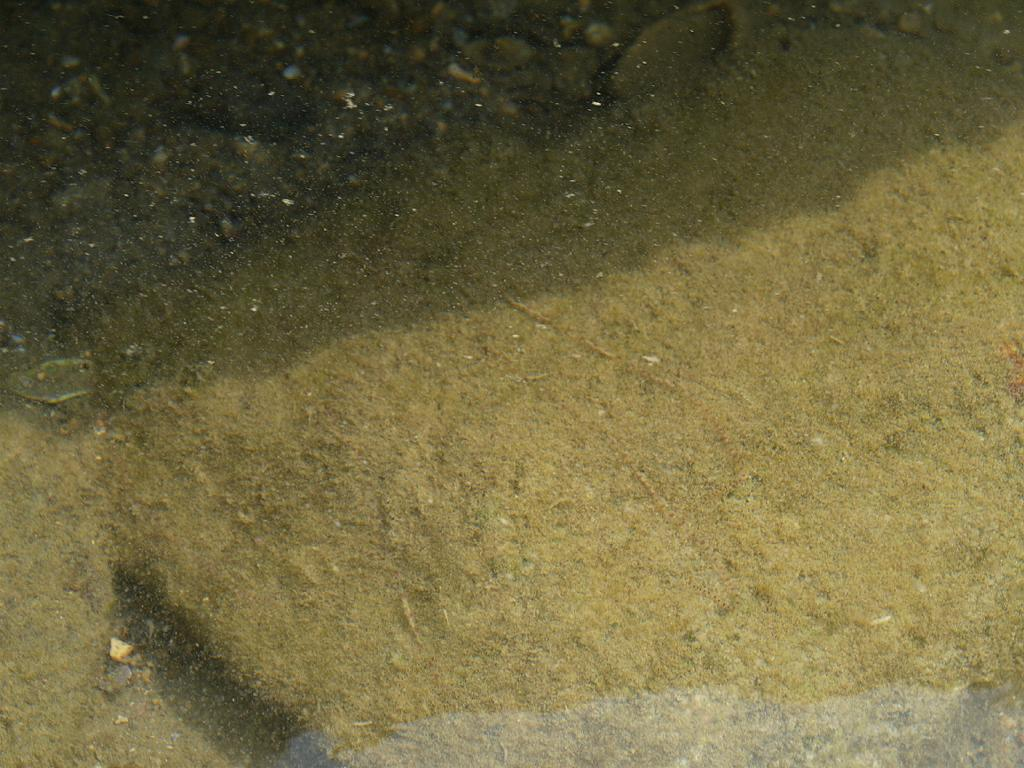
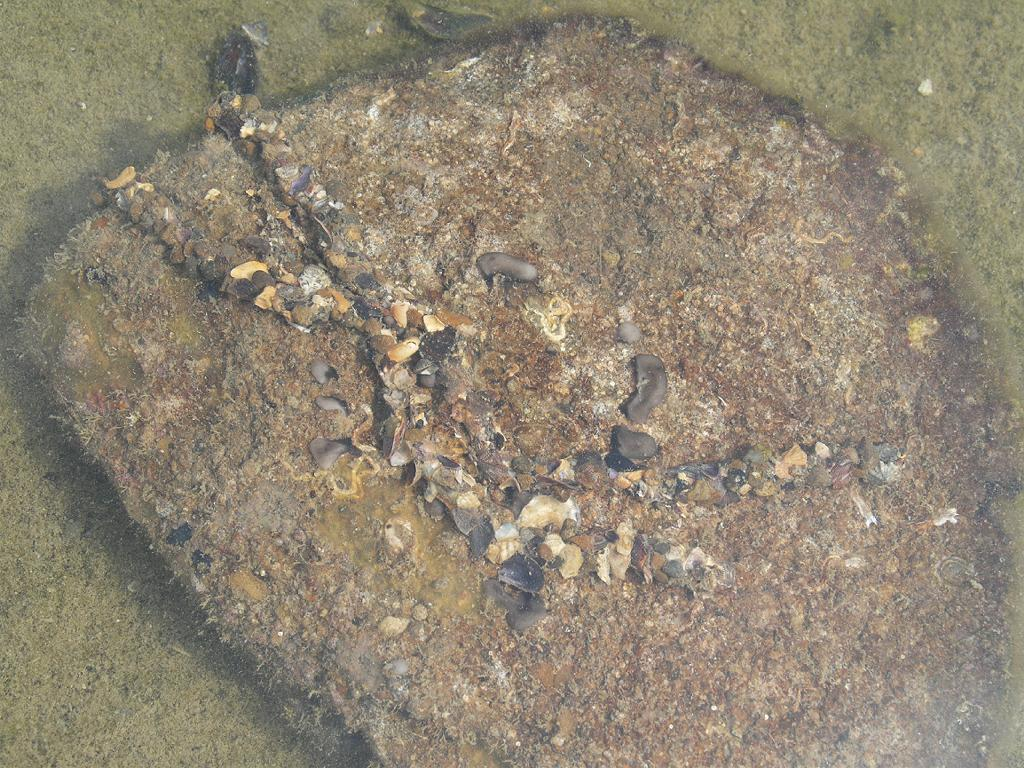
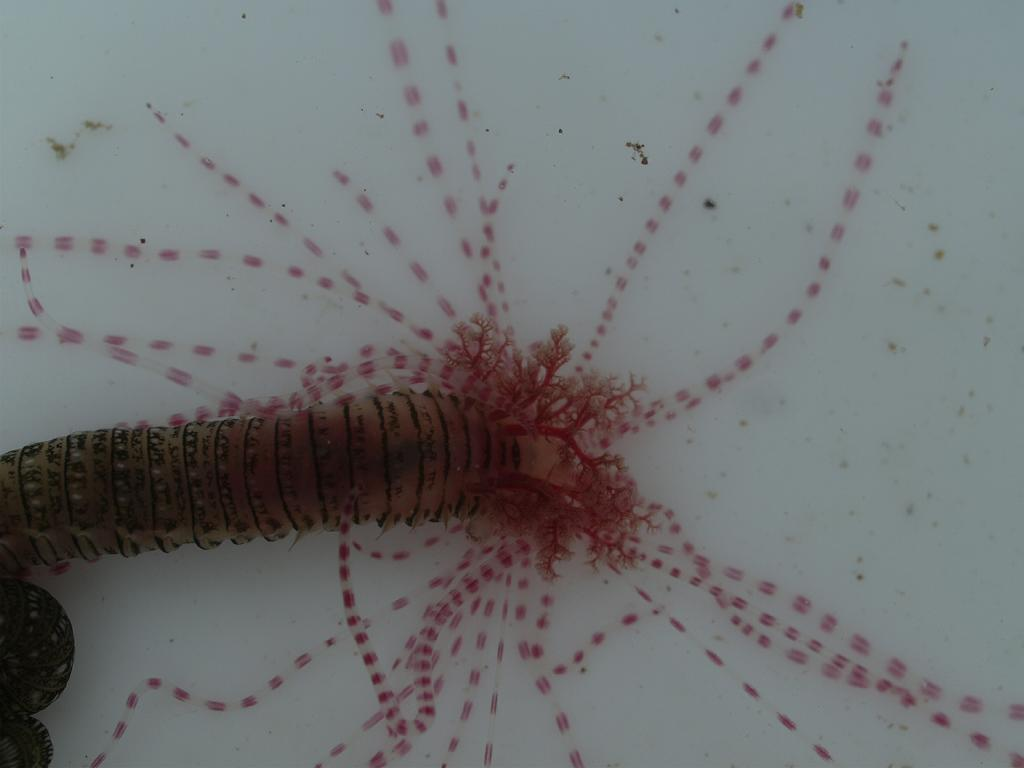